# Hypotacha boursini
Hypotacha boursini is een vlinder uit de familie spinneruilen (Erebidae). De wetenschappelijke naam is voor het eerst geldig gepubliceerd in 1937 door Georg Warnecke. De soort is vernoemd naar de Franse entomoloog Charles Boursin (1901-1971).
De soort komt voor in tropisch Afrika.